# Geert Kazemier
Geert Kazemier (Groningen, 24 maart 1902 - Den Haag, 18 december 1991), was een Nederlandse neerlandicus en schoolleider. 
Hij was een zoon van de architect Bonne Kazemier (1875-1967) en Tijbechien Uildriks (1871-1953). In 1929 trouwde hij met de onderwijzeres Elisabeth Kramer (1901-1991). Zij kregen twee zonen.

## Loopbaan
Kazemier studeerde Nederlandse taal- en letterkunde aan de Rijksuniversiteit Groningen. Na zijn doctoraal examen in 1929 en een tijdelijke aanstelling aan de Rijks-H.B.S. in Appingedam verhuisde hij naar Den Haag om leraar Nederlands te worden aan het Vrijzinnig Christelijk Lyceum. 
Hij promoveerde in 1932 cum laude aan de Rijksuniversiteit Leiden bij Albert Verwey op een proefschrift met de titel Het vers van Hooft.
In de periode van 1944 tot 1967 was hij rector van het Tweede Vrijzinnig-Christelijk Lyceum, dat onder zijn leiding in 1956 een nieuw gebouw betrok aan de Haagse Goudsbloemlaan, ontworpen door de architect J.J.P. Oud. Het was naar zijn wensen ingericht om zijn onderwijskundige opvattingen te realiseren. Die waren gebaseerd op idealen van vrijheid en samenwerking zoals in het daltononderwijs en mede beïnvloed door de inzichten van zijn oom, de pedagoog Rommert Casimir (1877-1957), die rector was geweest van het eerste lyceum van Nederland, het Nederlandsch Lyceum in Den Haag. 
Naast zijn activiteit als schoolleider bleef Kazemier actief in de neerlandistiek, zowel de wetenschap als het schoolvak. Het schoolboek Nederlands na 1600 van Karsemeijer en Kazemier uit 1952 was op vele scholen in gebruik en beleefde ongeveer 20 herdrukken. 
Na zijn pensionering bij het 2e VCL was Kazemier tot 1972 rector van de School voor Taal- en Letterkunde, de M.O.-lerarenopleiding in Den Haag.

## Publicaties
- Het vers van Hooft (dissertatie Leiden). Van Gorcum, Assen, 1932. 215 pag.
- De historie van Isabele en Verowin. De Nieuwe Tijd, Laren, 1937. 207 pag.
- (met Rommert Casimir en J. Karsemeijer) Koek, vaderland en brandewijn. Ik ga wandelen in de maneschijn – Humor in de Nederlanden (bloemlezing). Servire, Katwijk, 1941. 394 pag. Ook verschenen als Humor in Holland.
- Met Hans en Peter in dierenland (kinderboek). Van Goor, Den Haag, 1942. 151 pag.
- De koopvrouw van Stavoren (kinderboek). Vrijzinnig Christelijke Jeugd Centrale, Utrecht, 1946. 27 pag.
- (met Rommert Casimir en J. Karsemeijer) De ziel zoekt God. Servire, Den Haag, [z.j.]. 328 pag.
- (met J. Karsemeijer) Los van de letter – Proza en poëzie met aanwijzingen voor goede voordracht voor de laagste klassen van gymnasia, lycea, H.B.S. en kweekscholen (bloemlezing). Wolters, Groningen, 1950. 136 pag.
- (met J. Karsemeijer) Nederlands na 1600 – Proza en poëzie ter lezing en verklaring voor leerlingen der hoogste klassen van gymnasium, lyceum en h.b.s. (bloemlezing). Wolters-Noordhoff, Groningen, 1952. 174 pag. Vele malen herdrukt.
- Verwey en Gorter – Persephone en Mei. Noordhoff, Groningen, 1965, 27 pag.
- In de voorhof der poëzie – Inleiding tot het Nederlandse vers. Servire, Den Haag, 1965. 220 pag.
- De literaire paradox (afscheidscollege gehouden op zaterdag 10 juni 1972). School voor Taal- en Letterkunde, Den Haag, 1972. 20 pag.

- Biografisch Portaal: 64743929
- Digitale Bibliotheek voor de Nederlandse Letteren: kaze001
- Gemeinsame Normdatei: 1021417351
- International Standard Name Identifier: 0000 0000 2035 3576
- Library of Congress Control Number: n79110139
- Nederlandse Thesaurus van Auteursnamen: 068984545
- Système universitaire de documentation: 139296980
- Virtual International Authority File: 11128989
- WorldCat: E39PBJjtfHxjRHkQRMmY7Yj6Kd